# Marko Vujin
Marko Vujin (srbsko Марко Вујин), srbski rokometaš, * 7. december 1984, Bačka Palanka.
Z srbsko rokometno reprezentanco se je udeležil svetovnega prvenstva v rokometu leta 2011.